# Григорівська сільська рада (Світловодський район)
| Григорівська сільська рада — колишній орган місцевого самоврядування у Світловодському районі Кіровоградської області з адміністративним центром у с. Григорівка. Сільській раді були підпорядковані населені пункти: - с. Григорівка - с. Кобзарівка - с. Оврагове - с. Перехрестівка - с. Яремівка |

## Склад ради
Рада складалася з 16 депутатів та голови.

### Керівний склад ради
| ПІБ                           | Основні відомості                                                                             | Дата обрання | Дата звільнення |
| ----------------------------- | --------------------------------------------------------------------------------------------- | ------------ | --------------- |
| Андрущенко Василь Олексійович | Сільський голова, 1964 року народження, освіта, член Всеукраїнського об'єднання «Батьківщина» | 26.03.2006   | 31.10.2010      |
| Невкрита Надія Миколаївна     | Сільський голова, 1974 року народження, освіта середня спеціальна, член Партії регіонів       | 31.10.2010   |                 |

Примітка: таблиця складена за даними джерела

## Населення
Згідно з переписом УРСР 1989 року чисельність наявного населення сільської ради становила 1408 осіб, з яких 570 чоловіків та 838 жінок.
За переписом населення України 2001 року в селі мешкало 1317 осіб.

### Мова
Розподіл населення за рідною мовою за даними перепису 2001 року:
| Мова       | Відсоток |
| ---------- | -------- |
| українська | 93,87 %  |
| російська  | 4,31 %   |
| вірменська | 0,76 %   |
| молдовська | 0,61 %   |
| інші       | 0,45 %   |